# Canibalismo de Outono
Canibalismo de Outono é um quadro do pintor espanhol Salvador Dalí elaborado em 1936.[carece de fontes?]
A pintura retrata um lado sombrio do ser humano, provavelmente inspirado na guerra civil espanhola, iniciada no mesmo ano da realização desta obra.